# Изабелла Орлеанская (1900—1983)
Не путать с Изабеллой Орлеанской (1878—1961), её матерью
Изабе́лла Франсуа́за Еле́на Мари́я Орлеа́нская (фр. Isabelle Françoise Hélène Marie d’Orléans; 27 ноября 1900[…], VIII округ Парижа — 12 февраля 1983, Лувесьен) — французская принцесса из Орлеанского дома; дочь претендента на французский престол принца Жана, герцога де Гиз, и Изабеллы Орлеанской; в первом браке — графиня д’Аркур, во втором —  принцесса Мюрат.

## Биография
Принцесса Изабелла родилась 27 ноября 1900. Она первый ребёнок и дочь в семье принца Жана Орлеанского, герцога де Гиз, и его супруги и кузины принцессы Изабеллы Орлеанской. Все её бабушки и дедушки принадлежали к Орлеанской династии и были внуками свергнутого короля Луи Филиппа I, который правил во Франции до 1848 года. Отец Изабеллы был сыном принца Роберта, герцога Шартского, и принцессы Франсуазы Орлеанской. Мать — Изабелла Мария Лаура Мерседес Фердинанда Орлеанская — дочь претендента на французский престол Луи Филиппа, графа Парижского, и Марии Изабеллы Орлеанской, инфанты Испанской. Среди её предков были короли Испании, Португалии и Франции, императоры Бразилии. Родители Изабеллы носили титул Их Королевских Высочеств герцогов де Гиз. После старшей дочери появились ещё две: принцессы Франсуаза Изабелла Луиза Мария (1902—1953) и принцесса Анна Мария Елена (1906—1986) и единственный брат, принц Анри Робер Фернан Мари Луи Филипп (1908—1999), будущий претендент на французский престол.
В 1909 году семья решила переехать в Марокко, где осела в портовом городе Лараш и приобрела большие угодья. Проживали под фамилией Орлиак, которую взяли у тамбурмажора Генриха Орлеанского, герцога Омальского. После переезда семья жила относительно спокойной, но в 1911 году началось восстание берберов, убивших десятки европейцев по всей стране. Герцоги де Гиз решили остаться в Лараше, но всегда были готовы покинуть город и, для обеспечения безопасности, держали дома оружие. В 1912 году Франция и Испанское королевство разделили протекторат над Марокко. Лараш стал частью испанского протектората, а город Маариф, где семья герцогов имела земли, отошло к французской стороне.
С установлением протектората семья стала жить более свободно. Дети вели свободный образ жизни, занимались озеленением владений, но получили очень строгое воспитание под руководством матери. Она сама лично преподавала им английский язык, знание которого получила во время ссылки в Великобританию. Также герцогиня владела немецким и итальянским языками. Дети научились говорить на испанском благодаря связям с местными испанскими переселенцами и немного по-арабски, через контакты с местными жителями. По указаниям матери дети каждый день говорили на разных языках. Семья никогда не забывала о своих французских корнях. Каждое лето они отправлялись во Францию, где навещали бабушку, вдовствующую герцогиню Шартскую, в Виней-Сен-Фирмене, и вторую бабушку, вдовствующую герцогиню Парижскую в её замке Рандан. Иногда супруги де Гиз не брали с собой детей в Европу, когда посещали многочисленных родственников в разных её частях. В отсутствии родителей Изабелла вместе с сёстрами и братом следили за плантациями и домом.

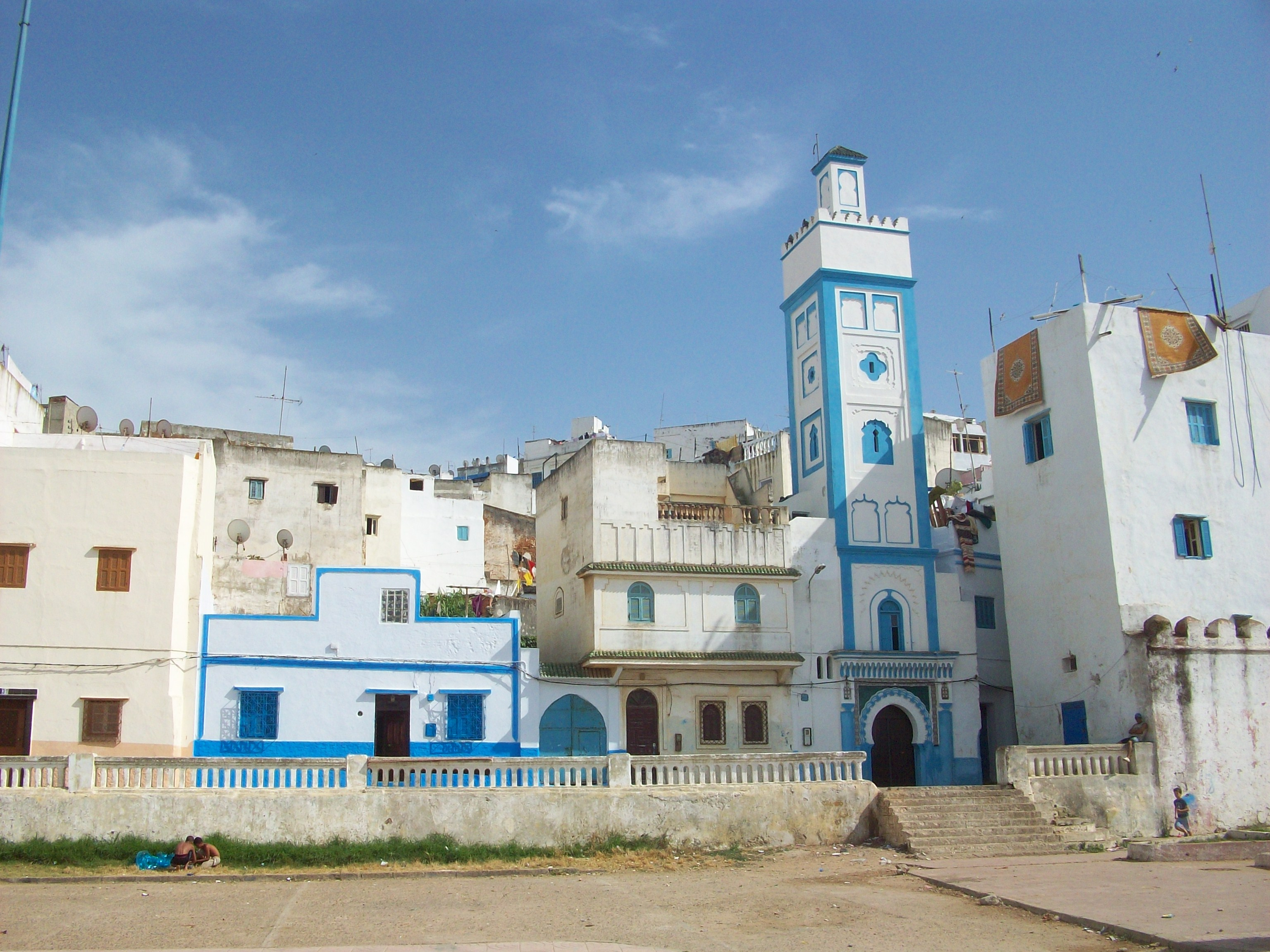
Дом герцогов де Гиз в Лараше

Герцогиня де Гиз вместе с детьми гостили в замке Рандан, когда 28 июля 1914 года началась Первая мировая война. Герцог Жан тогда остался в Лараше, куда семья немедленно выехала. Вернувшись в Марокко, они спешно покинула его, вернувшись обратно в Париж. Жан Орлеанский безуспешно пытался пойти на фронт, но президент Франции Раймон Пуанкаре лично отклонил прошение принца. Изабелла вместе с двумя сёстрами и матерью стали медсёстрами в Красном кресте, а замок Рандан был превращён в военный госпиталь.
Несколько месяцев спустя Изабелла Орлеанская вместе с детьми вернулись в Марокко, но во французскую зону протектората. В течение четырёх лет мать и дети ожидали возвращение Жана в Марокко. Из-за войны большинство прислуги сбежало, а семейная плантация пришла в запустение. Герцогиня вместе со старшими дочерями, Франсуазой и Изабеллой, занимались земледелием, посадкой урожая и другими сельскохозяйственными работами. В конце войны герцог Жан вернулся домой, однако часто посещал Францию. Строительство их особняка в Лараше было к тому времени завершено и семья въехала в новый дом.

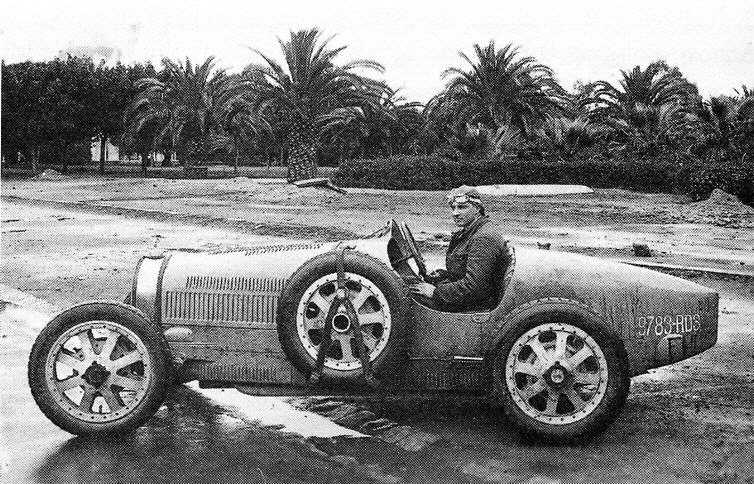
Граф Бруно в своём автомобиле Bugatti, 1930

12 сентября 1923 года в Ле-Шене Изабелла первой из дочерей герцогов вышла замуж за французского графа Марию Эрви Жана Бернарда Бруно д’Аркура, представителя французской аристократической фамилии, сына графа Евгения д’Аркура и Арманды Пьерины де Бернис. Бруно был известным автогонщиком, имел связи с известной моделью Хелен Найс. У пары родились сын и три дочерей.
19 апреля 1930 года Бруно умер в Касабланке после аварии во время подготовки к Гран-при Марокко. Ему был 31 год. Через четыре года, 12 июля 1934-го, Изабелла вышла замуж во второй раз — за принца Пьера Эжена Луи Мишеля Иоахима Наполеона Мюрата (1900—1948). В этом браке детей не было. Пьер умер в 1948 году.
Изабелла часто бывала в гостях у родителей в Марокко, Бельгии и Франции, особенно в период Второй мировой войны. Отец умер в 1940 году. В 1953 году в её парижском доме после длительной депрессии умерла младшая сестра принцесса Франсуаза, вдова принца Христофора Греческого. Сама принцесса Изабелла скончалась в 1983 году и похоронена на кладбище Монпарнас в Париже.

## Дети
От брака с графом Марией Эрви Жаном Бернардом Бруно д’Аркур родилось четверо детей:
- граф Берна́рд Франсуа́ Ги́лберт Жан Мари́я д’Аркур (01.01.1925—04.09.1958) — был женат дважды: первым браком на Зинаи́де Раше́вской, детей не было; во-втором — на Жа́нне Мари́и Жакли́н Иво́н, виконтессе де Конта́дес; от второго брака имел сына и дочь; умер в возрасте 33 лет в Лараше, Марокко;
- графиня Жило́н Жа́нна Арма́нде А́нна Мари́я д’Аркур (01.01.1927—14.03.2019) — вышла замуж за графа Анто́ния Пье́ра Мари́ю Фели́кса Дрё-Брезе, имели пятерых дочерей;
- графиня Изабе́лла  Генрие́тта Кристи́на Габриэ́ла д’Аркур (01.01.1927—23.04.1993) — вышла замуж за французского принца Луи́ Мари́ю Ксаве́ра Иоахи́ма Мюра́та, имели четырёх сыновей и двух дочерей;
- графиня Мони́к Габриэ́ла Кароли́на Джулье́тта Мари́я д’Аркур (07.01.1929—10.01.2025) — вышла замуж за графа А́льфреда Жо́зефа Мари́ю Стефа́на Буле́ де ла Мёрт, трое дочерей;

## Комментарии
1. ↑  Пьер Мюрат был сыном Эжена Мюрата[вд] и внуком Луи Наполеона Мюрата[англ.] (который, в свою очередь, был сыном Люсьена, 3-го принца Мюрата и 2-го князя Понтекорво). Матерью Пьера была Виолетта Жаклин Шарлотта Ней (1878—1936), дочь 3-го герцога Эльхингенского.